# دریای لینکلن

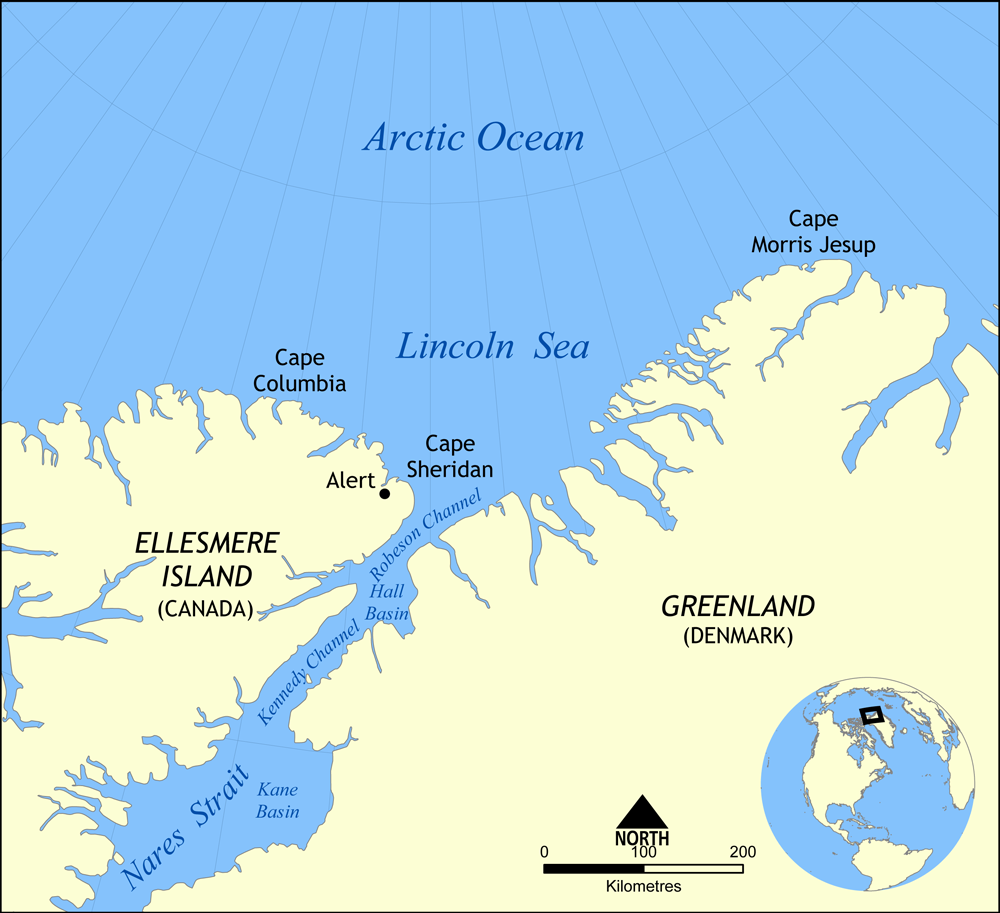
دریای لینکلن

دریای لینکلن (به انگلیسی: Lincoln Sea) دریایی است چسبیده به اقیانوس منجمد شمالی در نزدیکی کانادا که جزیره گرینلند در شرق آن واقع شده‌است. در بیشتر فصل‌های سال این دریا با لایه‌ای از یخ پوشیده شده‌است. این یخ در مواقعی تا ۱۵ متر ضخامت دارد. عمق این دریا بین ۱۰۰ الی ۳۰۰ متر تخمین زده شده‌است.